# Okazakiho fragment
Okazakiho fragmenty jsou úseky nově replikované DNA, které se tvoří na tzv. opožděném řetězci a posléze jsou po odstranění RNA primeru pospojovány pomocí DNA ligázy v kontinuální řetězec.
Děje se tak proto, že DNA polymeráza dokáže syntetizovat nové vlákno jen ve směru 5′ – 3′, takže po rozmotání šroubovice se podle jednoho mateřského řetězce (který je ve směru 5′ – 3′) syntetizuje pomocí DNA polymerázy delta rovnou kontinuální řetězec, což není na druhém řetězci možné. Na řetězci 3′ – 5′, tedy dochází k tvorbě tzv. Okazakiho fragmentů, které u prokaryot čítají 1000–2000 a u eukaryot 100–200 nukleotidů. Tyto řetězce se poté spojí v jeden řetězec.